# Стройучасток
Стройуча́сток — село в Верхнебуреинском районе Хабаровского края. Входит в состав Аланапского сельского поселения.

## География
Село находится на расстоянии 136 км к юго-западу от рабочего посёлка Чегдомын, административного центра района.

## Население
| 2002 | 2010 | 2011 | 2012 | 2021 |
| ---- | ---- | ---- | ---- | ---- |
| 4    | ↘1   | →1   | →1   | ↘0   |